# جیپ کامپس
جیپ کامپس (به انگلیسی: Jeep Compass) خودرویی است که از سال ۲۰۰۶ تا کنون تولید شده‌است. طراحی آن موتور جلو، خودرو محور جلو، خودرو چهار چرخ محرک بوده است.